# Litle Tova
Litle Tova ou Litlatovo est une île norvégienne du comté de Hordaland appartenant administrativement à Austevoll.

## Description
Rocheuse et désertique, elle s'étend sur environ 325 m de longueur pour une largeur approximative de 97 m.